# Cephalaria fanourii
Cephalaria fanourii là một loài thực vật có hoa trong họ Kim ngân. Loài này được Perdetzoglou & Kit Tan mô tả khoa học đầu tiên năm 1995.